# تروي آدامز
تروي آدامز (بالإنجليزية: Troy Adams)‏ هو مصمم ديكور ‏ أمريكي، ولد في 18 أكتوبر 1961 في واسيلا في الولايات المتحدة.